# José Antonio Vandellós
Josep Anton Vandellós i Solà (José Antón Vandellós Solá) (Figueras, Gerona, España, 1899 - Ithaca, Nueva York, EE. UU., 1950) fue un abogado, economista y estadístico español de Cataluña, que en la década de 1930 defendió ideas racistas.

## Biografía
Realiza sus estudios primarios y secundarios en Figueras, ingresando luego en la Universidad de Barcelona donde cursa la carrera de Derecho (1916-1921). Cumple su servicio militar el Marruecos español, al sur de Tetuán (1921-1922), tocándole participar en los combates de la guerra del Rif. A su regreso a España (1923), orienta sus intereses académicos hacia el estudio de la economía y de la estadística, en la Universidad de Padua (Italia, 1924-1926), bajo la dirección del profesor Corrado Gini y en la Universidad de Londres, donde se especializa en cuestiones bancarias y en transporte (1925-1926). 
Miembro del Instituto Internacional de Estadística (1929) y director del Instituto de Investigaciones Económicas de Barcelona (1930), en cuya representación asiste al Congreso de Estadística celebrado en Tokio (1930), Vandellós escribe el plan para la Organización de la Estadística Oficial en España al iniciarse la Segunda República (1931). Creador del Servicio Central de Estadística de la Generalidad de Cataluña (1934), desempeña la cátedra de Estadística en la Universidad de Barcelona (1933-1936). En algunos de sus libros, Vandellós se muestra crítico con la teoría malthusiana y, desde una óptica poblacionista, examina la evolución de las poblaciones desde el punto de vista de su ciclo de vida (nacimiento, auge, extinción). Interpreta la disminución de la natalidad como síntoma de una menor vitalidad de los pueblos, repasa sus causas y las consecuencias del necesario fenómeno de inmigración masiva.
En 1934 hizo público un manifiesto, que recibió el apoyo de miembros destacados del Institut d'Estudis Catalans, en el que se oponía a la mezcla de los catalanes de pura cepa con los inmigrantes pobres llegados de otros puntos de España. La misma tesis la defendió en su libro La inmigració a Catalunya, publicado en 1935, y en la obra divulgativa derivada de la anterior titulada Catalunya, poble decadent, de ese mismo año. Además en estas obras se refería al tren que traía emigrantes desde el sur de España como el Transmiserià (nombre derivado del Transiberiano, al que Vandellós había dedicado varios artículos después de haber viajado en él durante su visita a la Unión Soviética).
Durante los años 1930 publicó en la prensa y en revistas especializadas, proporcionándole una reconocida fama. En noviembre de 1936, viaja a Venezuela, contratado por el ministro de Fomento Néstor Luis Pérez, para trabajar en el restablecimiento de los servicios de Estadística nacional. A su llegada, inicia un curso de estadística en la Universidad Central de Venezuela (diciembre de 1936) y participa en la fundación de la Escuela de Diplomacia que establece la Cancillería (1937). Director de Estadística del Ministerio de Fomento (1937-1940), prepara y supervisa el censo de 1937, reanuda la publicación del Anuario estadístico de Venezuela y elabora el proyecto de la ley de Estadística y censos nacionales, promulgada el 22 de agosto de 1938. Miembro de la comisión interministerial que estudia las repercusiones para la economía venezolana de la Segunda Guerra Mundial (1939); nombrado asesor técnico del Ministerio de Fomento (1940-1941), consultor del Banco Agrícola y Pecuario y figura entre los promotores del Banco Central de Venezuela (1940). Sus estudios sobre demografía, transporte, moneda, climatología y precios, escritos en el transcurso de su estadía en Venezuela, así como sus artículos publicados en la Revista de Hacienda, han sido considerados como obras fundamentales de referencia. Afectado por dolencias cardíacas, Vandellós deja Venezuela en 1945.
Residenciado en Nueva York entra a trabajar en la Organización de las Naciones Unidas (ONU) como experto en asuntos económicos (1950) hasta su fallecimiento.

## Obras
- La richesse et le revenue de la Péninsule Ibérique (1935)
- La immigració a Catalunya (1935)
- Catalunya, poble decadent (1935)
- El porvenir del cambio de la peseta (1936)